# Eragrostis purpurascens
Eragrostis purpurascens là một loài thực vật có hoa trong họ Hòa thảo. Loài này được (Spreng.) Roem. & Schult. mô tả khoa học đầu tiên năm 1824.